# 3487 Edgeworth
3487 Edgeworth је астероид главног астероидног појаса чија средња удаљеност од Сунца износи 2,608 астрономских јединица (АЈ).
Апсолутна магнитуда астероида је 12,8.